# Kolda (region)
Kolda je regionem, který se nachází v jižním Senegalu. Sousedí s regiony Ziguinchor a Tambacounda. Rozloha regionu činí 21 011 km², žije zde 847 243 obyvatel. Hustota zalidnění je 40,3 obyv./km². Senegalská poznávací značka tohoto regionu je KL.
Hlavní město regionu se jmenuje Kolda. Samotný region je tvořen třemi departmenty:
- Kolda (department)
- Sédhiou
- Vélingara